# Genevilla
Genevilla ist ein Ort und eine Gemeinde (municipio) mit nur noch 68 Einwohnern (Stand: 2024) im spanischsprachigen Teil der Autonomen Gemeinschaft Navarra.

## Lage und Klima
Der Ort Genevilla liegt im Tal des Río Ega im äußersten Westen der Autonomen Region Navarra in einer Höhe von etwa 635 m. Knapp 43 km (Fahrtstrecke) trennen den Ort von der nordwestlich gelegenen Großstadt Vitoria-Gasteiz; die Stadt Logroño ist nur ca. 29 km in südlicher Richtung entfernt. Das Klima ist gemäßigt bis warm; Regen (ca. 720 mm/Jahr) fällt überwiegend im Winterhalbjahr.

## Bevölkerungsentwicklung
| Jahr      | 1857 | 1900 | 1950 | 2000 | 2018 |
| Einwohner | 346  | 343  | 359  | 116  | 74   |

Die Reblauskrise im Weinbau, die zunehmende Mechanisierung der Landwirtschaft, die Aufgabe bäuerlicher Kleinbetriebe und der daraus entstandene Mangel an Arbeitsplätzen haben seit der Mitte zu einem deutlichen Rückgang der Einwohnerzahlen geführt.

## Wirtschaft
An erster Stelle im Wirtschaftsleben der Gemeinde steht traditionell die Landwirtschaft und hier vor allem die Viehzucht (Schafe, Ziegen, Kühe). In geschützten Lagen wurden früher auch Weizen, Gerste, Wein sowie Gemüse kultiviert; später kamen Kartoffeln hinzu. Heute werden auch Ferienwohnungen (casas rurales) vermietet.

## Geschichte
Keltiberische, römische, westgotische und selbst islamisch-maurische Spuren wurden auf dem Gemeindegebiet bislang nicht entdeckt. Der mittelalterliche Ortsname Uxanavilla erscheint erstmals in einem Dokument des Jahres 1182, was darauf hinweisen könnte, dass der Ort erst im 9. oder 10. Jahrhundert im Rahmen der Wiederbesiedlungspolitik der navarresischen Könige (repoblación) entstanden ist.

## Sehenswürdigkeiten
Die einschiffige Iglesia de San Esteban ist dem Erzmärtyrer Stephanus geweiht; sie existierte bereits im Mittelalter, doch wurde sie im 16. Jahrhundert im Übergangsstil zwischen Spätgotik und Renaissance komplett erneuert. Aus der Mitte des 16. Jahrhunderts stammt das Altarretabel (retablo) – ein Meisterwerk der Holzbildhauer Andrés de Araoz und Arnao de Bruselas.